# Freakolympics
Freakolympics is een wekelijks programma op KXradio (voorheen VARA en vanaf 2004 tot maart 2006 Yorin FM-) programma waarin Rob Stenders zich verdiepte in de popgeschiedenis.
In 1997 start Rob Stenders met aan zijn zijde Fred Siebelink Freakolympics. Iedere vrijdagnacht  presenteren zij dit programma voor liefhebbers van popmuziek die graag verloren gewaande muziekpareltjes willen ontdekken. Vijf jaar lang hield Stenders zich bezig met het zogenaamde Nerd-alfabet. Alle volgens zijn opinie relevante nummers uit de popmuziek worden alfabetisch gerangschikt in een lijst die nooit volledig mag worden.
Vanaf maart 2006 is het te beluisteren op het internetstation KX Radio, eerst op de vrijdagavond met Fred Siebelink, toen op de maandagochtend van 9:00 uur tot 11:00 uur. En daarna elke donderdag van 14:00 - 16:00 uur vanuit de KX studio met Stenders en Siebelink.
In januari 2015 wordt de (voorlopige) laatste FreakOlympics uitgezonden op KX Radio.